# パラダイス (ガイアナ)
パラダイス（英語: Paradise）は、ガイアナ・デメララ＝マハイカ州の都市の一つ。ガイアナの首都ジョージタウンからは東へ約20kmの距離にあり、大西洋沿岸に位置する。人口は2,050人（2012年国勢調査）。
1980年よりデメララ＝マハイカ州の州都であったが、2006年9月2日に原因不明の火災で州庁舎が焼失した。2009年11月26日、トライアンフに新たな州庁舎が開庁し、州都ではなくなった。
サッカーチームのパラダイス・インベーダーズ（Paradise Invaders）が活動しており、2020年より開催されているデメララ川東岸地域のリーグ 592 Inter-Village Football Festival に出場している。